# Colleen Wing
Colleen Wing est une super-héroïne dans l'univers Marvel de la maison d'édition Marvel Comics. Créé par le scénariste Doug Moench et le dessinateur Larry Hama, le personnage de fiction apparaît pour la première fois dans le comic book Marvel Premiere #19 de novembre 1974. En France, sa première apparition a lieu dans Strange no 71 de novembre 1975.

## Historique de publication
Le personnage de Colleen Wing apparaît pour la première fois en 1974, dans le numéro 19 de la série de comic books Marvel Premiere, scénarisé par Doug Moench et dessinée par Larry Hama De 1974 à 1975, l'héroïne est présente dans les numéros 20 à 25 de cette série et apparaît également The Avengers #70.
De 1975 à 1977, Colleen Wing devient un personnage secondaire des aventures d'Iron Fist et intervient dans les numéros 1 à 2, 5 à 7, 10 à 11 et 14 de cette série. Avec sa partenaire Misty Knight, elles sont présentes dans les numéros 32 à 33 de The Deadly Hands of Kung Fu, série de comic books centrée sur les arts martiaux. Ces deux épisodes sont scénarisés par Chris Claremont et illustrés en noir et blanc par Marshall Rogers.

## Biographie du personnage
Colleen Wing est la fille du professeur Lee Wing, enseignant la culture asiatique à New York. Sa mère, Azumi Ozawa, est issue d'une longue lignée de nobles japonais et a été chef du groupe Nail, ennemi de la Main. Sa grand-mère, Osama Ozawa, a fait partie des services secrets nippons. Elle connaît très peu sa mère, assassinée durant son enfance. Colleen grandit dans la région des montagnes Hoshu au Japon, élevée par son grand-père Kenji Ozawa. Ce dernier lui enseigne la culture samouraï et les arts martiaux.
Quand le professeur Lee Wing et sa fille s'installent à New York, ils se lient d'amitié avec Daniel Rand, alias Iron Fist. Colleen devient vite une aide précieuse au justicier. Elle repart pendant un temps vivre au Japon. À son retour, elle rencontre l'agent Misty Knight du New York City Police Department et les deux femmes deviennent amies. Colleen aide son amie à vaincre sa dépression à la suite de l'amputation de son bras dans un combat contre Bakuto.
Misty Knight et Colleen Wing créent une agence de détective privé, Nightwing Restorations, située dans le Chinatown de Manhattan. Les deux jeunes femmes sont surnommées les Filles du Dragon parce que l'agence est située à proximité du restaurant Le Dragon d'Or et elles sont redoutables en arts martiaux. Elles affrontent Maître Khan et Angar le Cri, aidées par Iron Fist,,.
Kenji Ozawa, le grand-père de Colleen Wing, est assassiné par un homme de main du mafieux Emil Vachon. Colleen Wing et Misty Knight se rendent à Hong Kong pour arrêter les activités du criminel. Les deux femmes sont appréhendées par les hommes de son organisation,. Emil Vachon décide d'en faire des héroïnomanes pour qu'elles deviennent ses concubines. Misty Knight réussit à libérer sa partenaire. Partiellement remise, Colleen Wing affronte le parrain et se venge en le tuant d'un coup de katana,. Plus tard, à New York, les deux héroïnes viennent en aide à Iron Fist et Spider-Man lors de leur affrontement contre Davos, le second Serpent d'acier,.
Au service des autorités japonaises, les Filles du Dragon aident Shiro Yoshida alias Sunfire et les X-Men à combattre Moses Magnum et ses Mandroïdes. Ces derniers menacent d'employer une machine génératrice de séismes et explosions volcaniques pour détruire l'archipel nippon,. Colleen Wing suit les mutants au Canada. Avec eux, la jeune femme affronte Arcade. Elle tente de séduire Scott Summers alias Cyclope sans succès.
De retour aux États-Unis, Colleen Wing entame une liaison avec Bob Diamond, un des Fils du Tigre, puis affronte le Constrictor et Dents-de-Sabre. Lors d'autres aventures, la jeune femme est blessée par Warhawk puis temporairement transformée en verre par Chemistro, puis elle affronte Ferocia.
Pendant la Guerre Civile, après avoir mis un terme à sa relation avec Bob Diamond, elle retrouve Misty Knight. Toutes deux deviennent des chasseuses de prime à la solde du gouvernement, chargées d'appréhender les super-humains ayant refusé de signer le Super Human Registration Act. Ces nouveaux Héros à louer ne durent qu'un temps, à la suite de dissensions internes,.
Lorsque Daredevil prend le contrôle de la Main et impose sa loi sur Hell's Kitchen, ses amis décident d'intervenir. Colleen Wing, Iron Fist, Luke Cage, Misty Knight et Shang-Chi viennent le rencontrer dans son château. L'entretien se conclut en un combat général et ils sont obligés de battre en retraite. Plusieurs jours après, Daredevil contacte Colleen Wing et lui présente des informations sur sa mère. Il révèle que Azumi Ozawa a dirigé le Nail, une équipe de la Main. Daredevil souhaite que Colleen Wing dirige la nouvelle équipe composée de Black Lotus, Cherry Blossom, Makro et Yuki. L'héroïne accepte. Elle trahit par la suite Daredevil et doit affronter le reste du Nail,.

## Capacités et équipement
Colleen Wing est une femme athlétique, formée aux arts martiaux japonais. Elle utilise un katana ancestral hérité de son grand-père. Entrainée par Iron Fist, elle est capable de focaliser son chi pour dépasser ses limites.

## Versions alternatives
À côté de la version classique de Colleen Wing, celle créée par Doug Moench et Larry Hama, d'autres versions de personnage existent dans des comics publiés par Marvel. Ces derniers situent leurs actions dans des univers parallèles à celui de la continuité principale. Des versions alternatives de Colleen Wing sont présentes dans Age of Apocalypse, House of M et Ultimate Marvel.
En 1997, les scénaristes John Francis Moore, Brian K. Vaughan et les dessinateurs Steve Epting, Nick Napolitano créent une version alternative du personnage dans le one-shot Tales From the Age of Apocalypse: Sinister Bloodlines. Les mutants dirigé par Apocalypse ont pris le pouvoir. Colleen Wing, avec d'autres humains non mutants dont Mercedes Knight, est obligé de vivre caché sous-terre. Elle trouve la mort et est infestée par un parasite alien nommé Brood. Son corps attaque Misty Knight qui tue son amie mort-vivante,,.
En 2008, le scénariste Christos N. Gage et le dessinateur Mike Perkins créent une version alternative du personnage dans les numéros 2 à 5 de la série de comic books House of M: Avengers. Dans cette réalité, Colleen Wing est un membre des Dragons dirigé par Shang-Chi. Le groupe est composé de spécialistes en arts martiaux apparus dans les années 70 comme les Fils du Tigre. Les Dragons s'opposent aux Avengers menés par Luke Cage,.
En 2018 lors du final de la saison 2 d'Iron Fist, elle obtient le pouvoir du Poing d'Acier grâce à Davos, le frère et ennemi de Daniel Rand. Elle peut alors avec son poing blanc illuminer son katana lui offrant le pouvoir du dragon Shou-Lao.

## Apparitions dans d'autres médias

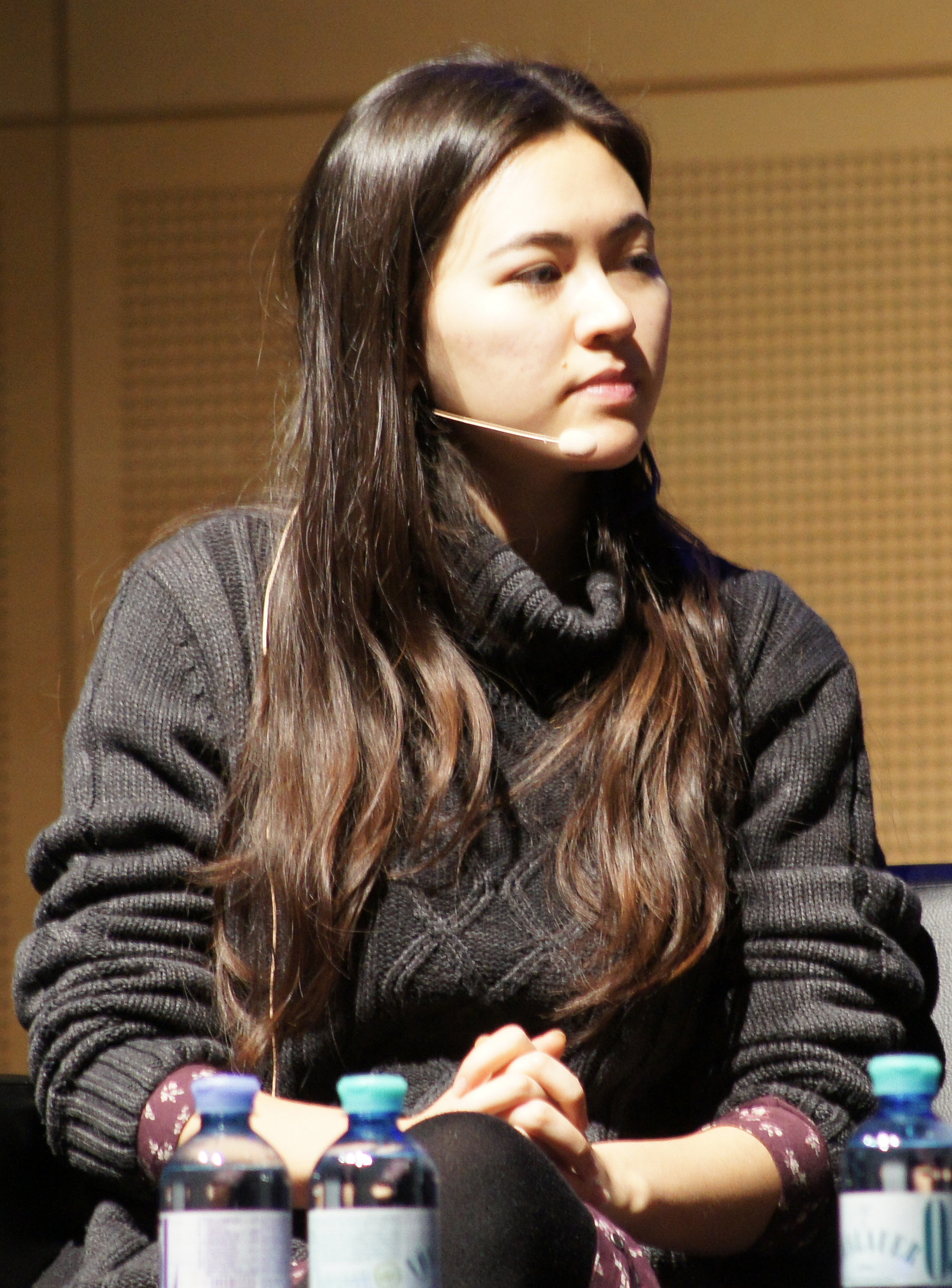
Jessica Henwick incarne Colleen Wing dans Iron Fist (2017)

Sauf indication contraire, les informations mentionnées dans cette section peuvent être confirmées par la base de données cinématographiques IMDb,  présente dans la section « Liens externes ».

### Télévision
Interprétée par Jessica Henwick dans l'Univers cinématographique Marvel
- 2017 : Iron Fist (série télévisée)[21] – La jeune Colleen Wing tient un dojo à New York. Alors qu'elle placarde des affiches pour attirer de nouveaux adeptes, elle fait la rencontre de Danny Rand, qui bouleverse sa vie[22]. Dans la seconde saison, Colleen prend davantage part à la guerre des gangs pour protéger la population avec Danny, qui se fait voler le pouvoir de l'Iron Fist par Davos, mais plutôt que de le reprendre, Danny préfère le confier à Colleen, s'estimant trop immature et indigne d'une telle force.
- 2017 : The Defenders (série télévisée)[23] : Colleen voyage avec Danny à travers le monde pour traquer la M.A.I.N, quand il rentre de New York, Danny se joint à Daredevil, Jessica Jones et Luke Cage pour exterminer l'organisation. Colleen affronte Bakuto et le tue.
- 2018 : Luke Cage (série télévisée) : Colleen aide Misty à se débarrasser de petit malfrat dans un bar.

### Jeux vidéo
Dans le jeu vidéo Ultimate Marvel vs. Capcom 3 de 2011, à la fin du gameplay avec Iron Fist, l'équipe des Héros à louer apparaît. Elle est composée d'Iron Fist avec ses habituels alliés Luke Cage, Misty Knight et Colleen Wing de l'Univers Marvel ainsi que de Ryu, Chun-Li et Batsu Ichimonji de l'Univers Capcom. Colleen Wing est un personnage joueur dans le jeu vidéo Facebook Marvel: Avengers Alliance de 2012. Le joueur débute avec un agent du SHIELD qui doit accomplir diverses missions données par Nick Fury et Maria Hill. Au cours du jeu, il peut former une équipe en recrutant deux héros parmi les cent soixante six disponibles,. L'année suivante, Colleen Wing est présente en tant que personnage non joueur dans le jeu vidéo Marvel Heroes. Équipée de son katana, l'héroïne fait partie des Héros à louer qui peuvent venir en aide à Luke Cage.

### Anecdotes
Tamiko Brownlee, la doublure de Jessica Henwick, incarnait déjà Wing en 2014 dans le fan-film Borderclash: The Elysium Protocol d'ABBA Studios, où Misty Knight et elle sont engagées par Moses Magnum pour appréhender un suspect mutant.

### Comic books Marvel
Notations : s pour scénariste, d pour dessinateur, e pour encreur
1. ↑  Chris Claremont (s), John Byrne (d), Al McWilliams (e), "A Duel of Iron!", Iron Fist #1 (novembre 1975)
2. ↑  Chris Claremont (s), John Byrne (d), Iron Fist #5-7
3. ↑  Chris Claremont (s), Marshall Rogers (d,e), "Daughters of the Dragon", Deadly Hands of Kung Fu #32 (janvier 1977)
4. ↑  Chris Claremont (s), Marshall Rogers (d,e), "Sword of Vengeance", Deadly Hands of Kung Fu #33 (février 1977)
5. ↑  Chris Claremont (s), John Byrne (d), Dave Hunt (e), "If Death Be My Destiny...", Marvel Team-Up vol.1 #64 (décembre 1977)
6. ↑  Chris Claremont (s), John Byrne (s,d), X-Men vol.1 #118-119
7. ↑  Kurt Busiek (s), Ernie Chan (d), Andy Mushynsky (e), "This Deadly Secret...", Power Man and Iron Fist #99 (novembre 1983)
8. ↑  Andy Diggle (s), Billy Tan (d), Victor Olazaba (e), Shadowland #2 (octobre 2010)
9. ↑  Jason Henderson (s), Ivan Rodriguez (d,e), Shadowland: Daughters of the Shadow #1-3 (octobre 2010-janvier 2011)
10. ↑  John Francis Moore (s), Brian K. Vaughan (s), Steve Epting (d), Nick Napolitano (d), Al Milgrom (e), Tales From the Age of Apocalypse: Sinister Bloodlines (décembre 1997)
11. ↑  Christos N. Gage (s), Mike Perkins (d,e), Drew Hennessy (e,#2), Andrew Hennessy (e,#5), House of M: Avengers #2-5 (février-mai 2008)

### Autres références
1. ↑  (en) Comics through Time: A History of Icons, Idols, and Ideas, p. 862
2. ↑  (en) Comic Book Artist Collection, Volume 2
3. ↑  (en) The Marvel Comics Guide to New York City
4. 1 2  (en) Black Lotus
5. ↑  (en) Master Khan
6. ↑  (en) Angar the screamer
7. 1 2  (en) Jeff Christiansen, « Emil Vachon », sur marvunapp.com, the Appendix to the Handbook of the Marvel Universe (consulté le 12 novembre 2016)
8. ↑  (en) Jeff Christiansen, « Steel Serpent », sur marvunapp.com, the Appendix to the Handbook of the Marvel Universe (consulté le 12 novembre 2016)
9. ↑  (en) Moses Magnum
10. ↑  (en) Super Heroes: A Modern Mythology
11. ↑  (en) Warhawk
12. ↑  (en) Chemistro
13. ↑  (en) Comics through Time: A History of Icons, Idols, and Ideas, p. 1539
14. ↑  (en) The Superhero Book
15. ↑  (en) « Colleen Wing (Age of Apocalypse) », sur comicbookdb.com, Comic Book Database (consulté le 12 novembre 2016)
16. ↑  (en) « Colleen Wing (House of M) », sur comicbookdb.com, Comic Book Database (consulté le 12 novembre 2016)
17. ↑  (en) « Colleen Wing (Ultimate) », sur comicbookdb.com, Comic Book Database (consulté le 12 novembre 2016)
18. ↑  (en) Douglas Mangum, « Review: Tales of the Age of Apocalypse: Sinister Bloodlines », sur uncannyxmen.net, Comic Book Database (consulté le 13 novembre 2016)
19. ↑  (en) Michael Edward Taylor, « Luke Cage: 15 Things You Didn’t Know About Misty Knight », sur screenrant.com, Screen Rant, 10 septembre 2016 (consulté le 13 novembre 2016)
20. ↑  (en) Ray Tate, « Review: House of M: Avengers #2 », sur comicsbulletin.com, Comics Bulletin, 8 décembre 2007 (consulté le 13 novembre 2016)
21. ↑  (en) Dwight Hill, « Henwick’s Colleen Wing Takes Action in New Iron Fist Set Photos », sur cbr.com, Comic Book Resources, 19 septembre 2016 (consulté le 12 novembre 2016)
22. ↑  (en) [vidéo] « Jessica Henwick Talks Colleen Wing from Marvel's Iron Fist », sur YouTube (consulté le 12 novembre 2016)
23. ↑  (en) Angie Han, « ‘The Defenders’ Adds ‘Iron Fist’ Character Colleen Wing », sur slashfilm.com, Slash Film, 3 novembre 2016 (consulté le 12 novembre 2016)
24. ↑  (en) Gavin Jasper, « Street Fighter: The Epic History of Ryu », sur denofgeek.com, Den of Geek!, 15 mars 2016 (consulté le 12 novembre 2016)
25. ↑  (en) « Marvel Avengers Alliance: Colleen Wing Review », sur gamefaqs.com, GameFAQs, 2016 (consulté le 12 novembre 2016)
26. ↑  (en) [vidéo] « Marvel Avengers Alliance: Colleen Wing in PVP Action », sur YouTube (consulté le 12 novembre 2016)
27. ↑  (en) Michael Bitton, « Sweet Christmas! It's Patch 1.3! », sur mmorpg.com, MMORPG, 2 octobre 2013 (consulté le 12 novembre 2016)
28. ↑  (en) « Borderclash (2014) », sur imdb.com, IMDB (consulté le 12 novembre 2016)